# Tri Nations 1999 (Rugby Union)
Tri Nations 1999 war die vierte Ausgabe des jährlich stattfindenden Rugby-Union-Turniers Tri Nations. Zwischen dem 10. Juli und dem 28. August 1999 fanden sechs Spiele statt. Neuseeland gewann das Turnier zum dritten Mal, während Australien den Bledisloe Cup verteidigte, nachdem sowohl Australien als auch Neuseeland jeweils ein Spiel gewonnen hatten.

## Tabelle
|    | Land       | Spiele | Siege | Unent. | Ndlg. | Spiel- punkte | Diff. | Bonus- punkte | Tabellen- punkte |
| -- | ---------- | ------ | ----- | ------ | ----- | ------------- | ----- | ------------- | ---------------- |
| 1. | Neuseeland | 4      | 3     | 0      | 1     | 103:61        | + 42  | 0             | 12               |
| 2. | Australien | 4      | 2     | 0      | 2     | 84:57         | + 27  | 2             | 10               |
| 3. | Südafrika  | 4      | 1     | 0      | 3     | 34:103        | - 69  | 0             | 4                |

## Ergebnisse
| 10. Juli 1999 | Neuseeland                                                                            | 28 : 0        | Südafrika | Carisbrook, Dunedin Zuschauer: 41.500 Schiedsrichter: Peter Marshall (Australien) |
| 10. Juli 1999 | Versuche: Cullen Marshall Wilson Erhöhungen: Brown Mehrtens Straftritte: Mehrtens (3) | (5:0) Bericht |           | Carisbrook, Dunedin Zuschauer: 41.500 Schiedsrichter: Peter Marshall (Australien) |

| 17. Juli 1999 | Australien                                                                  | 32 : 6         | Südafrika                     | Lang Park, Brisbane Zuschauer: 31.677 Schiedsrichter: Paddy O’Brien (Neuseeland) |
| 17. Juli 1999 | Versuche: Burke Horan Roff (2) Erhöhungen: Burke (3) Straftritte: Burke (2) | (20:6) Bericht | Straftritte: van Straaten (2) | Lang Park, Brisbane Zuschauer: 31.677 Schiedsrichter: Paddy O’Brien (Neuseeland) |

| 24. Juli 1999 | Neuseeland                                                        | 34 : 15        | Australien                                                    | Eden Park, Auckland Zuschauer: 49.000 Schiedsrichter: Derek Bevan (Wales) |
| 24. Juli 1999 | Versuche: Marshall Erhöhungen: Mehrtens Straftritte: Mehrtens (9) | (22:3) Bericht | Versuche: Gregan Herbert Erhöhungen: Burke Straftritte: Burke | Eden Park, Auckland Zuschauer: 49.000 Schiedsrichter: Derek Bevan (Wales) |

| 7. August 1999 | Südafrika                                                                        | 18 : 34         | Neuseeland                                                       | Loftus Versfeld Stadium, Pretoria Zuschauer: 49.000 Schiedsrichter: Ed Morrison (England) |
| 7. August 1999 | Versuche: Snyman van der Westhuizen Erhöhungen: du Toit Straftritte: du Toit (2) | (11:20) Bericht | Versuche: Cullen (2) Straftritte: Mehrtens (7) Dropgoals: Wilson | Loftus Versfeld Stadium, Pretoria Zuschauer: 49.000 Schiedsrichter: Ed Morrison (England) |

| 14. August 1999 | Südafrika                                                | 10 : 9        | Australien             | Newlands Stadium, Kapstadt Zuschauer: 48.000 Schiedsrichter: Colin Hawke (Neuseeland) |
| 14. August 1999 | Versuche: Fleck Erhöhungen: de Beer Straftritte: de Beer | (3:3) Bericht | Straftritte: Burke (3) | Newlands Stadium, Kapstadt Zuschauer: 48.000 Schiedsrichter: Colin Hawke (Neuseeland) |

| 28. August 1999 | Australien                                                 | 28 : 7         | Neuseeland                              | Telstra Stadium, Sydney Zuschauer: 107.042 Schiedsrichter: Jim Fleming (Schottland) |
| 28. August 1999 | Versuche: Connors Erhöhungen: Burke Straftritte: Burke (7) | (22:7) Bericht | Versuche: Mehrtens Erhöhungen: Mehrtens | Telstra Stadium, Sydney Zuschauer: 107.042 Schiedsrichter: Jim Fleming (Schottland) |

## Statistik

### Meiste erzielte Versuche
|    | Name             | Versuche | Land       |
| -- | ---------------- | -------- | ---------- |
| 1. | Christian Cullen | 3        | Neuseeland |
| 2. | Justin Marshall  | 2        | Neuseeland |
| 2. | Joe Roff         | 2        | Australien |

### Meiste erzielte Punkte
|    | Name             | Punkte | Land       |
| -- | ---------------- | ------ | ---------- |
| 1. | Andrew Mehrtens  | 69     | Neuseeland |
| 2. | Matt Burke       | 45     | Australien |
| 3. | Christian Cullen | 15     | Neuseeland |